# Gancedo
Gancedo est une localité argentine située dans la province du Chaco et dans le département de Doce de Octubre.